# Axel Flygare
Axel Flygare, läkare, stadsläkare i Strömstad, senare provinsialläkare i Sunnerbo, Småland,  född 11 november 1792, död 10 februari 1833. Gift 1827 med författarinnan Emilie Flygare-Carlén. Tillsammans med Emelie Flygare-Carlén hade Axel Flygare barnen Edvard Flygare samt Margareta Flygare.